# Agata Nowicka
Agata Nowicka, ps. Endo (ur. 1976 w Gdańsku) – polska ilustratorka i rysowniczka.

## Życiorys
Ukończyła Liceum Plastyczne w Gdyni Orłowie (1990–1995). W roku 2000 rozpoczęła studia na Szkole Wyższej Psychologii Społecznej w Warszawie.
Od grudnia 2001 publikuje komiks internetowy w formie komisowego bloga, w którym jest główną postacią. Rysunki z komiksu są udostępnione na licencji Creative Commons (w wersji CC-BY-NC-SA-2.0).
Jest autorką cyklu ilustracji poświęconego własnej ciąży opublikowanych w dodatku „Gazety Wyborczej” „Wysokie Obcasy” oraz w komiksowym albumie Projekt człowiek (wyd. Kultura Gniewu, 2006). Współpracuje m.in. z czasopismami: „Lampa”, „Elle”, „Metro International”, „Przekrój”, „The New Yorker”, „New York Times”. Komiksy jej autorstwa znalazły się w publikacjach: „44” (wyd. Muzeum Powstania Warszawskiego, 2007), „Chopin New Romantic” (wyd. Ministerstwo Spraw Zagranicznych, 2010), „Złote Pszczoły” (wyd. Gmina Wyznaniowa Żydowska, 2011). Jest również autorką ilustracji książkowych i plakatów.
W latach 2006–2008 była redaktor naczelną pisma „Exklusiv” z grupy wydawniczej Valkea Media. Była jedną z założycielek pisma „GAGA” (2008) i jego pierwszą dyrektorką artystyczną, w tym samym wydawnictwie.
W 2011, razem z Marią Zaleską założyła agencję ilustratorów ILLO, która następnie przekształcona została w fundację. W październiku 2011 magazyn PRESS uznał ją za najlepszą polską ilustratorkę prasową w swoim rankingu ilustratorów.
Aktywnie zaangażowana w animację polskiej sceny ilustracji, była kuratorką i współproducentką wystaw „Ilustracja PL 2010” (Warszawa, 2010) i „Ilustracja PL 2012” (Warszawa, 2012), „All Play No Work” (Berlin, 2011), „Nowy Chaos” (Katowice, 2011), „Dług, Debt” (Nowy Jork, 2012).

## Wystawy indywidualne
- 2015 I am the sea and nobody owns me, Pies Czy Suka, Warszawa[3]